# Jantar Mantar
Il Jantar Mantar è un complesso di architetture con funzione di strumenti astronomici costruito a Jaipur, in India, dal maharaja Jai Singh II tra 1727 e 1734 sul modello delle analoghe strutture costruite a Delhi.
Complessivamente il maharaja costruì cinque strutture similari; oltre a quelle di Delhi e di Jaipur, anche a Ujjain, Mathura e Varanasi. Quello di Jaipur è il più grande dei cinque ed anche il meglio conservato e presenta la meridiana in pietra più grande del mondo. Gli strumenti consentono l'osservazione di posizioni astronomiche ad occhio nudo. L'osservatorio è un esempio dell'astronomia posizionale tolemaica condivisa da molte civiltà.
Il monumento presenta strumenti che operano in ciascuno dei tre principali sistemi di coordinate celesti classici: il sistema locale orizzonte-zenitale, il sistema equatoriale e il sistema eclittico. Il Kanmala Yantraprakara è uno strumento che funziona con due sistemi e consente la trasformazione delle coordinate direttamente da un sistema all'altro.
Il monumento fu danneggiato nel XIX secolo. I primi lavori di restauro furono intrapresi sotto la supervisione del maggiore Arthur Garrett, un appassionato astronomo dilettante, durante la sua nomina come assistente ingegnere statale per il distretto di Jaipur.

## Nome
Il nome jantar deriva da yantra una parola sanscrita, che significa "strumento, macchina", e mantar da mantrana anch'essa una parola sanscrita per "consultare,calcolare". Pertanto, Jantar Mantar significa letteralmente 'strumento di calcolo'.

## Scopo
Jai Singh notò che lo Zij, utilizzato per determinare la posizione degli oggetti celesti, non corrispondeva alle posizioni calcolate a tavolino. Così costruì cinque nuovi osservatori in diverse città per creare uno Zij più accurato. Le tavole astronomiche create da Jai Singh, note come Zij-i Muhammad Shahi, furono utilizzate ininterrottamente in India per un secolo. (Tuttavia, la tabella aveva poca importanza al di fuori dell'India.) Inoltre, era usata per misurare il tempo.

## Storia
Non si sa esattamente quando Raja Jai Singh iniziò la costruzione del sito a Jaipur, ma diversi strumenti erano stati costruiti nel 1728 e la costruzione continuò fino al 1738. Durante il 1735, quando la costruzione era al suo apice, almeno 23 astronomi furono impiegati in Jaipur, e a causa del cambiamento del clima politico, Jaipur sostituì Delhi come osservatorio principale di Raja Jai Singh e rimase l'osservatorio centrale di Jai Singh fino alla sua morte nel 1743. L'osservatorio perse il sostegno sotto Isvari Singh (1743-1750) a causa di una guerra di successione tra lui e suo fratello. Tuttavia, Mado Singh (1750–1768), il successore di Isvari Singh, sostenne l'osservatorio, sebbene non vedesse lo stesso livello di attività di Jai Singh. Successivamente sono stati effettuati alcuni restauri al Jantar Mantar sotto Pratap Singh (1778-1803), ma l'attività dell'osservatorio si spense di nuovo.
Ram Singh (1835–1880) completò il restauro del Jantar Mantar nel 1876 e rese persino alcuni degli strumenti più durevoli inserendo piombo nelle linee e usando la pietra per restaurare alcuni degli strumenti in gesso. Tuttavia, l'osservatorio fu presto nuovamente trascurato e non fu restaurato fino al 1901 sotto Madho Singh II (1880-1922)

## Descrizione del sito
L'osservatorio è composto da diciannove strumenti per misurare il tempo, prevedere le eclissi, tracciare la posizione delle stelle principali mentre la terra orbita attorno al sole, accertare le declinazioni dei pianeti e determinare le altitudini celesti e le relative effemeridi. Gli strumenti sono (in ordine alfabetico):
| N° | Nome                   | Descrizione | Immagine |
| -- | ---------------------- | --- | -------- |
| 1  | Chakra Yantra          | Quattro archi semicircolari su cui uno gnomone proietta un'ombra, fornendo così la declinazione del Sole in quattro orari specifici della giornata. Questi dati corrispondono al mezzogiorno in quattro osservatori in tutto il mondo; ciò equivale ad un muro di orologi che registrano l'ora locale in diverse parti del mondo. |          |
| 2  | Dakshin Bhitti Yantra  | Misura le distanze dei meridiani, dell'altitudine e dello zenit dei corpi celesti. |          |
| 3  | Digamsha Yantra        | Un pilastro al centro di due cerchi concentrici esterni, utilizzato per misurare l'azimut del sole e per calcolare l'ora delle previsioni di alba e tramonto. |          |
| 4  | Disha Yantra           | Usato per rilevare la direzione |          |
| 5  | Dhruva Darshak Pattika | Osserva e trova la posizione della stella polare rispetto ad altri corpi celesti |          |
| 6  | Jai Prakash Yantra     | Sono due emisferi interrati che tracciano la mappa del cielo. È possibile ottenere la misura ora nell'una ora nell'altra semisfera in base all'orario a causa delle parti tagliate. Si ritiene che Jai Singh abbia voluto questo strumento per verificare la precisione di tutti gli altri strumenti dell'osservatorio: misura altitudini, azimut, angoli orari e declinazioni.                                                               |          |
| 7  | Kapali Yantra          | Misura le coordinate dei corpi celesti nei sistemi azimutali ed equatoriali; qualsiasi punto del cielo può essere trasformato visivamente da un sistema di coordinate all'altro. |          |
| 8  | Kanali Yantra          | |          |
| 9  | Kranti Vritta Yantra   | Misura longitudine e latitudine dei corpi celesti. |          |
| 10 | Laghu Samrat Yantra    | Si tratta di una meridiana, costruita sulla latitudine di 27° nord (quella di Jaipur), che calcola l'ora locale con una precisione di 20 secondi. |          |
| 11 | Mishra Yantra          | Significa strumento misto, ed è una raccolta di cinque diversi strumenti |          |
| 12 | Nadi Valaya Yantra     | È la meridiana, inclinata di 27°, che calcolava anch'essa l'ora seguendo il ciclo solare. |          |
| 13 | Palbha Yantra          | |          |
| 14 | Rama Yantra            | Un edificio verticale utilizzato per trovare l'altitudine e l'azimut del sole |          |
| 15 | Rashi Valaya Yantra    | Dodici quadranti gnomonici che misurano le coordinate eclittiche di stelle, pianeti e tutti i 12 sistemi di costellazioni. |          |
| 16 | Shastansh Yantra       | Questo strumento ha un arco di 60 gradi costruito nel piano meridiano all'interno di una camera oscura. A mezzogiorno, l'immagine del foro stenopeico del sole cade su una scala inferiore consentendo all'osservatore di misurare la distanza dello zenit, la declinazione e il diametro del Sole. |          |
| 17 | Unnatamsa Yantra       | Un anello di metallo diviso in quattro segmenti da linee orizzontali e verticali, con un foro nel mezzo; la posizione e l'orientamento dello strumento consentono la misurazione dell'altezza dei corpi celesti |          |
| 18 | Vrihat Samrat Yantra   | Che significa "il grande re degli strumenti", è alto 27 m; la sua ombra indica l'ora del giorno e misura il tempo a intervalli di 2 secondi utilizzando l'ombra proiettata dalla luce solare. La sua faccia è inclinata di 27 gradi per la latitudine di Jaipur. Il chhatri indù (piccola cupola) in cima è usato come piattaforma per annunciare le eclissi e l'arrivo dei monsoni. È considerata la meridiana gnomone più grande del mondo. |          |
| 19 | Yantra Raj Yantra      | Un astrolabio in bronzo di 2,43 metri , uno dei più grandi al mondo, utilizzato solo una volta all'anno, calcola il calendario indù. |          |

Gli strumenti sono nella maggior parte dei casi strutture enormi. La scala con cui sono stati costruiti ne aumenta la precisione. Tuttavia, la penombra del sole può essere larga fino a 30 mm, rendendo gli incrementi di 1 mm della meridiana Samrat Yantra privi di qualsiasi significato pratico. Inoltre, i muratori che costruivano gli strumenti non avevano un'esperienza sufficiente con la costruzione di queste dimensioni e il cedimento delle fondamenta le ha successivamente disallineate. Si dice che il samrat yantra, ad esempio, che è una meridiana, indichi l'ora con una precisione di circa due secondi nell'ora locale di Jaipur.  La meridiana gigante, conosciuta come Samrat Yantra (Lo strumento supremo) è una delle meridiane più grandi del mondo, alto 27 metri. La sua ombra si muove visibilmente a 1 mm al secondo, o all'incirca a una larghezza di una mano (6 cm) ogni minuto, il che può essere un'esperienza profonda da osservare.

### I materiali da costruzione
Costruito in pietra locale e marmo, ogni strumento porta una scala astronomica, generalmente segnata sul rivestimento interno in marmo. Tavolette di bronzo, mattoni e malta sono stati impiegati anche per la costruzione degli strumenti del monumento che si estende su circa 18.700 metri quadrati. Fu in uso continuo fino al 1800 circa, poi cadde in disuso e in rovina. Restaurato più volte durante il dominio coloniale britannico, in particolare nel 1902, il Jantar Mantar è stato dichiarato monumento nazionale nel 1948. È stato restaurato nel 2006. Il processo di restauro all'inizio del XX secolo ha sostituito alcuni dei materiali originali di costruzione con materiali diversi.
Jantar Mantar è gestito ai sensi dell'Archeological Sites and Monuments Act del Rajasthan dal 1961 e protetto come monumento nazionale del Rajasthan dal 1968.

## Teoria
I Veda menzionano una serie di termini astronomici, e parlano della misurazione del tempo e del calendario, ma non menzionano alcuno strumento astronomico.  La prima discussione sugli strumenti astronomici, gnomone e clessidra, si trova nei Vedanga, antichi testi sanscriti. Lo gnomone (chiamato Shanku, शङ्कु) trovato nel monumento Jantar Mantar è discusso in questi Vedanga del primo millennio a.C. e in molti testi successivi come il Katyayana Sulbasutra. Altre discussioni sugli strumenti astronomici si trovano nei testi dell'induismo come il IV secolo a.C. Arthaśāstra, testi buddisti come Sardulakarna-avadana e testi giainisti come Surya-prajnapti. Le teorie alla base degli strumenti si trovano nei testi del V secolo d.C. Aryabhatta, del VI secolo d.C. Brahmagupta e Varāhamihira, del IX secolo Lalla, dell'XI secolo Sripati e Bhāskara. I testi di Bhāskara hanno capitoli dedicati agli strumenti e li chiama Yantra-adhyaya.
La teoria di chakra-yantra, yasti-yantra, dhanur-yantra, kapala-yantra, nadivalaya-yantra, kartari-yantra e altri si trovano nei testi antichi.

## Telescopi in India
Sebbene gli osservatori di Jai Singh non usassero i telescopi, lo stesso Jai Singh ne aveva diversi che usava occasionalmente per le sue osservazioni, e venivano costruiti in India. Tuttavia, i telescopi costruiti all'epoca non erano molto precisi per misurare gli oggetti celesti. In Europa, i mirini del telescopio furono usati per la prima volta e aumentarono la precisione della misurazione degli oggetti celesti, tuttavia i telescopi erano ancora una nuova invenzione in India.

## Film
Questo luogo è stato utilizzato come location per le riprese del film del 2006 The Fall.
Storm Thorgerson ha fotografato la meridiana per la copertina del DVD di Shpongle, Live at the Roundhouse 2008 .
È stato fotografato da Julio Cortázar con la collaborazione di Antonio Gálvez per il libro Prosa del Observatorio (Editorial Lumen: Barcelona, 1972).